# Rada Rektorów Uniwersytetów Chilijskich
Rada Rektorów Uniwersytetów Chilijskich (hiszp. Consejo de Rectores de las Universidades Chilenas CRUCH) – chilijskie stowarzyszenie zrzeszające chilijskie uczelnie wyższe (zarówno prywatne jak i państwowe) powstałe przed 1981 rokiem.
Stowarzyszenie zostało założone 14 sierpnia 1954 r. zgodnie z ustawą nr 11575 (art. 36, litera c), 

## Członkowie
Uczelnie państwowe
- Uniwersytet Chilijski (1842),
- Uniwersytet Santiago de Chile (1981),
- Uniwersytet Tarapacá (1981),
- Uniwersytet Arturo Prat (1981),
- Uniwersytet w Antofagasta (1981),
- Uniwersytet Atkamski (1981),
- Uniwersytet de La Frontera (1981),
- Uniwersytet w La Serena (1981),
- Uniwersytet Magallański (1981),
- Politechnika Metropolitarna w Santiago (1993),
- Uniwersytet Metropolitalny Nauk o Edukacji (1981),
- Uniwersytet Pedagogiczny Playa Ancha (1981),
- Uniwersytet w Valparaíso (1981),
- Universidad del Bío-Bío (1981),
- Uniwersytet de Los Lagos (1993),
- Uniwersytet w Talce (1981).

Uczelnie prywatne
- Chilijski Papieski Uniwersytet Katolicki (1888),
- Uniwersytet w Concepción (1919),
- Papieski Uniwersytet Katolicki w Valparaíso (1928),
- Politechnika w Santa María (1929),
- Uniwersytet Austral de Chile (1954),
- Katolicki Uniwersytet Północny (1956),
- Katolicki Uniwersytet Świętego Poczęcia (1991),
- Katolicki Uniwersytet w Maule (1991),
- Katolicki Uniwersytet w Temuco (1991).